# Xanthorhoe semisignata
Xanthorhoe semisignata är en fjärilsart som beskrevs av Walker 1862. Xanthorhoe semisignata ingår i släktet Xanthorhoe och familjen mätare. Inga underarter finns listade i Catalogue of Life.